# ウィリアム・ボークラーク (1698-1733)
ウィリアム・ボークラーク卿（英語: Lord William Beauclerk、1698年5月22日 – 1733年2月23日）は、グレートブリテン王国の軍人、政治家。初代セント・オールバンズ公爵チャールズ・ボークラークの次男。

## 生涯
初代セント・オールバンズ公爵チャールズ・ボークラーク（1670年 – 1726年）とダイアナ・ド・ヴィアー（1742年没、第20代オックスフォード伯爵オーブリー・ド・ヴィアーの娘）の息子として、1698年5月22日に生まれた。1707年よりイートン・カレッジで教育を受けた。
1716年に中尉として第2歩兵連隊に入隊、1721年に乗馬衛兵隊の大尉に昇進した。
1722年12月13日、シャーロット・ウェルデン（Charlotte Werden、1770年7月3日没、第2代準男爵サー・ジョン・ウェルデンの娘）と結婚、2男2女をもうけた。
- ウィリアム（1726年5月26日 – 1738年11月28日）
- チャールズ（1775年8月30日没） - エリザベス・ジョーンズ（Elizabeth Jones、1768年12月5日没）と結婚、子供あり。第4代セント・オールバンズ公爵ジョージ・ボークラークの父
- シャーロット（1793年3月7日没） - 1744年12月22日、ジョン・ドラモンド（英語版）（1774年7月25日没、アンドリュー・ドラモンド（英語版）の息子）と結婚、子供あり
- キャロライン（1778年没） - 1756年2月23日、サー・ウィリアム・ドレイパー（Sir William Draper、1787年1月8日没）と結婚

1722年イギリス総選挙でチチェスター選挙区に出馬したマーチ伯爵チャールズ・レノックスを応援して選挙活動を行った後、1724年1月に同選挙区で行われた補欠選挙に当選してレノックスの後任となった。議会では常に与党を支持し、1728年にはキャロライン王妃の副宮内長官（Vice-Chamberlain of the Household）に任命された。
1733年2月23日に死去した。